# Малсбург-Марцел
Малсбург-Марцел (њем. Malsburg-Marzell) општина је у њемачкој савезној држави Баден-Виртемберг. Једно је од 35 општинских средишта округа Лерах. Према процјени из 2010. у општини је живјело 1.523 становника. Посједује регионалну шифру (AGS) 8336104.

## Географски и демографски подаци
Малсбург-Марцел се налази у савезној држави Баден-Виртемберг у округу Лерах. Општина се налази на надморској висини од 495 метара. Површина општине износи 24,9 km². У самом мјесту је, према процјени из 2010. године, живјело 1.523 становника. Просјечна густина становништва износи 61 становника/km².